# Phagnalon saxatile

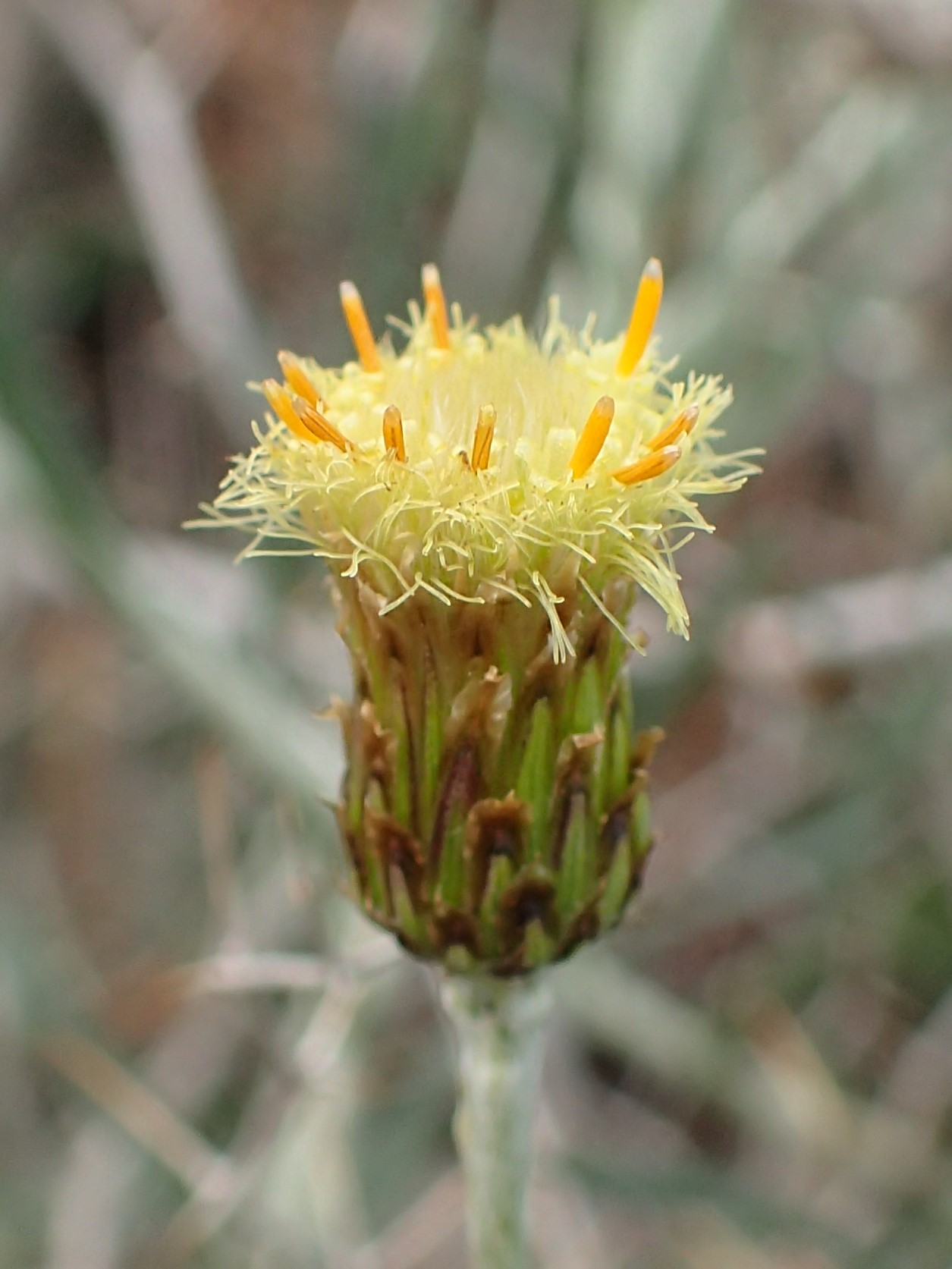
Capítulo en antesis

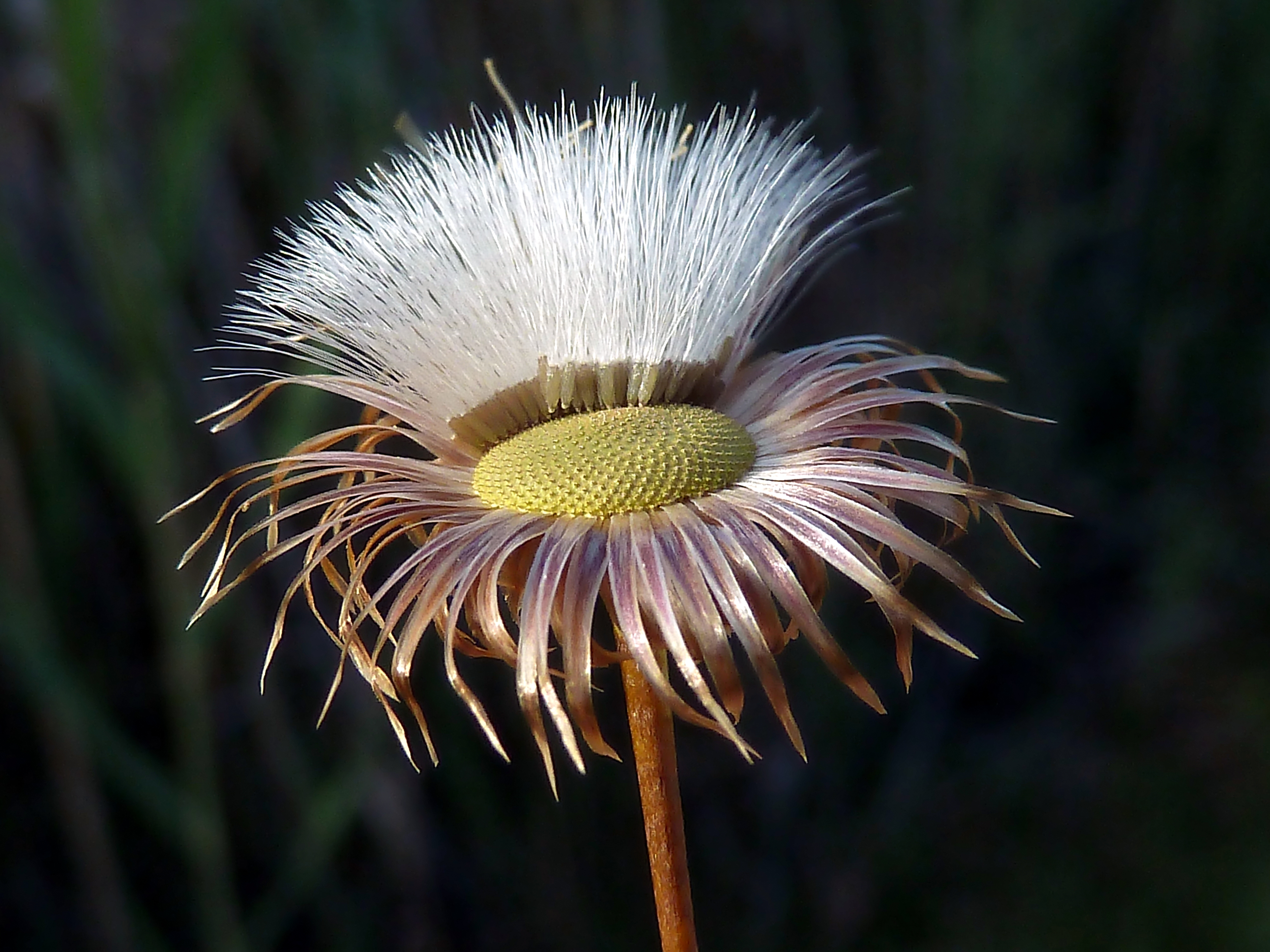
Receptáculo y cipselas in situ

La manzanilla yesquera (Phagnalon saxatile) es una especie de planta herbácea del género Phagnalon de la familia Asteraceae. En Canarias se llama romero marino.

## Descripción
Arbustillo de hasta 0,5 m, generalmente ramificado en la base. Hojas verdes por el haz y blancas por el envés, lineares o lanceoladas. Capítulos solitarios sobre largos pedúnculos.
Las brácteas del capítulo puntiagudas, las externas posteriormente separadas hasta revueltas, cabezuelas más o menos asentadas, pequeñas, en grupos de 2-6 en el extremo del tallo, involucro en forma de pera, aplastado.

## Distribución y hábitat
En el Mediterráneo desde la península ibérica y el noroeste de África hasta los Balcanes al este, excepto Creta. Hábitats rocosos y muros, suelos margosos y pedregosos.

## Etimología
Saxátil del latín saxatilis, que crece entre peñas o rocas, en lugares pedregosos, derivado de saxum, peñasco, roca, piedra.